# Schifferstadter Tagblatt
Das Schifferstadter Tagblatt ist eine lokale Tageszeitung in Schifferstadt. Die Printausgabe der Zeitung übernimmt heute den überregionalen Teil von der Verlagsgruppe Rhein Main in Mainz.

## Geschichte
Die Zeitung wurde 1905 von Emil Geier, dem Großvater des späteren gleichnamigen Herausgebers, gegründet und erschien zunächst unter dem Namen Schifferstadter Anzeiger einmal pro Woche. Ab 1910 wurde die Zeitung zum Amtsblatt von Schifferstadt und erschien dreimal pro Woche. 1917 wurde das Blatt in Bote vom Rehbach umbenannt. Ab 1927 erschien es als Tageszeitung. Am 20. Juni 1942 erschien kriegsbedingt die vorläufig letzte Ausgabe der Zeitung. Nach Aufgabe des Lizenzzwangs 1949 nahmen die Nachkommen des Zeitungsgründers den Zeitungsbetrieb wieder auf, schließlich unter dem heutigen Namen. 1993 wurde eine Rotationsmaschine zum Vierfarbdruck in Betrieb genommen. Mittlerweile gibt es auch eine Internetseite und einen Auftritt auf Facebook.

## Auflage
Die verkaufte Auflage des Schifferstadter Tagblatts betrug im ersten Quartal 2012, dem Zeitpunkt der letztmaligen Meldung an die IVW, 1.953 Exemplare.
| 1998 | 1999 | 2000 | 2001 | 2002 | 2003 | 2004 | 2005 | 2006 | 2007 | 2008 | 2009 | 2010 | 2011 | 2012 | 2013 | 2014 | 2015 | 2016 | 2017 | 2018 | 2019 | 2020 | 2021 | 2022 | 2023 | 2024 |
| ---- | ---- | ---- | ---- | ---- | ---- | ---- | ---- | ---- | ---- | ---- | ---- | ---- | ---- | ---- | ---- | ---- | ---- | ---- | ---- | ---- | ---- | ---- | ---- | ---- | ---- | ---- |
| 2608 | 2555 | 2491 | 2450 | 2396 | 2348 | 2278 | 2247 | 2189 | 2121 | 2060 | 2018 | 1981 | 1969 |      |      |      |      |      |      |      |      |      |      |      |      |      |

Die jüngste Anzeigenpreisliste ist seit dem 1. April 2013 gültig und spricht von einer Auflage von 3000 Exemplaren. Demnach lesen angeblich 85 Prozent der erwachsenen Bevölkerung von Schifferstadt täglich die Zeitung.